# Andy Lee (Footballspieler)
Andrew „Andy“ Paul Lee (* 11. August 1982 in Westminster, South Carolina) ist ein ehemaliger US-amerikanischer American-Football-Spieler auf der Position des Punters. Er spielte zuletzt für die Arizona Cardinals in der National Football League (NFL).

## College
Lee besuchte die University of Pittsburgh und spielte von 2004 bis 2007 für deren Team, die Panthers, zwischen 2000 und 2003 als Punter College Football.

## NFL

### San Francisco 49ers
Beim NFL Draft 2004 wurde er von den San Francisco 49ers in der sechsten Runde als insgesamt 188. ausgewählt. Bereits in seiner Rookie-Saison lief er als alleiniger Punter auf. Zehn Spielzeiten lang führte er, nicht zuletzt, da er von Verletzungen verschont blieb, jeden Punt für sein Team aus und hält zahlreiche Franchise-Rekorde.
In der Saison 2012 konnte er mit seinem Team den Super Bowl XLVII erreichen, der allerdings gegen die Baltimore Ravens verloren ging.

### Cleveland Browns
Am 6. Juni 2015 wurde Lee im Tausch gegen einen Siebtrundenpick im Draft 2017 an die Cleveland Browns abgegeben. Er entschied sich für die Rückennummer 8, in Erinnerung an seine Tochter Madelyn, die im Februar 2015 acht Tage nach ihrer Geburt verstarb.

### Carolina Panthers
2016 wechselte er in einem weiteren Tausch gegen den Punter Kasey Redfern sowie einen Siebtrundenpick im Draft 2017 und einen Viertrundenpick 2018 zu den Carolina Panthers. Nach nur neun Spielen war für Lee die Saison wegen einer schweren Sehnenverletzung bereits zu Ende.

### Arizona Cardinals
Im September 2017 unterschrieb er bei den Arizona Cardinals einen Zweijahresvertrag.